# 六氯化铼
六氯化铼 是一种无机化合物，化学式 ReCl6。 它是一种黑色顺磁性固体。 这些分子的结构类似六氯化钨 。

## 制备和反应
六氯化铼可以由六氟化铼和三氯化硼化合而成：
2 ReF6  +  6 BCl3  →   ReCl6  +  6 BF2Cl
它在室温下不稳定，会分解成五氯化铼：
2 ReCl6  →   [ReCl5]2  +  Cl2